# Lieps
La Lieps est un lac de l'État du Mecklembourg-Poméranie-Occidentale en Allemagne septentrionale. Son nom provient de la racine slave lipa (tilleul). Ses rives ouest, sud et est marquent la limite de l'arrondissement de Mecklembourg-Strelitz et sa rive nord l'arrondissement de Müritz.